# St. Johannes (Hämerten)

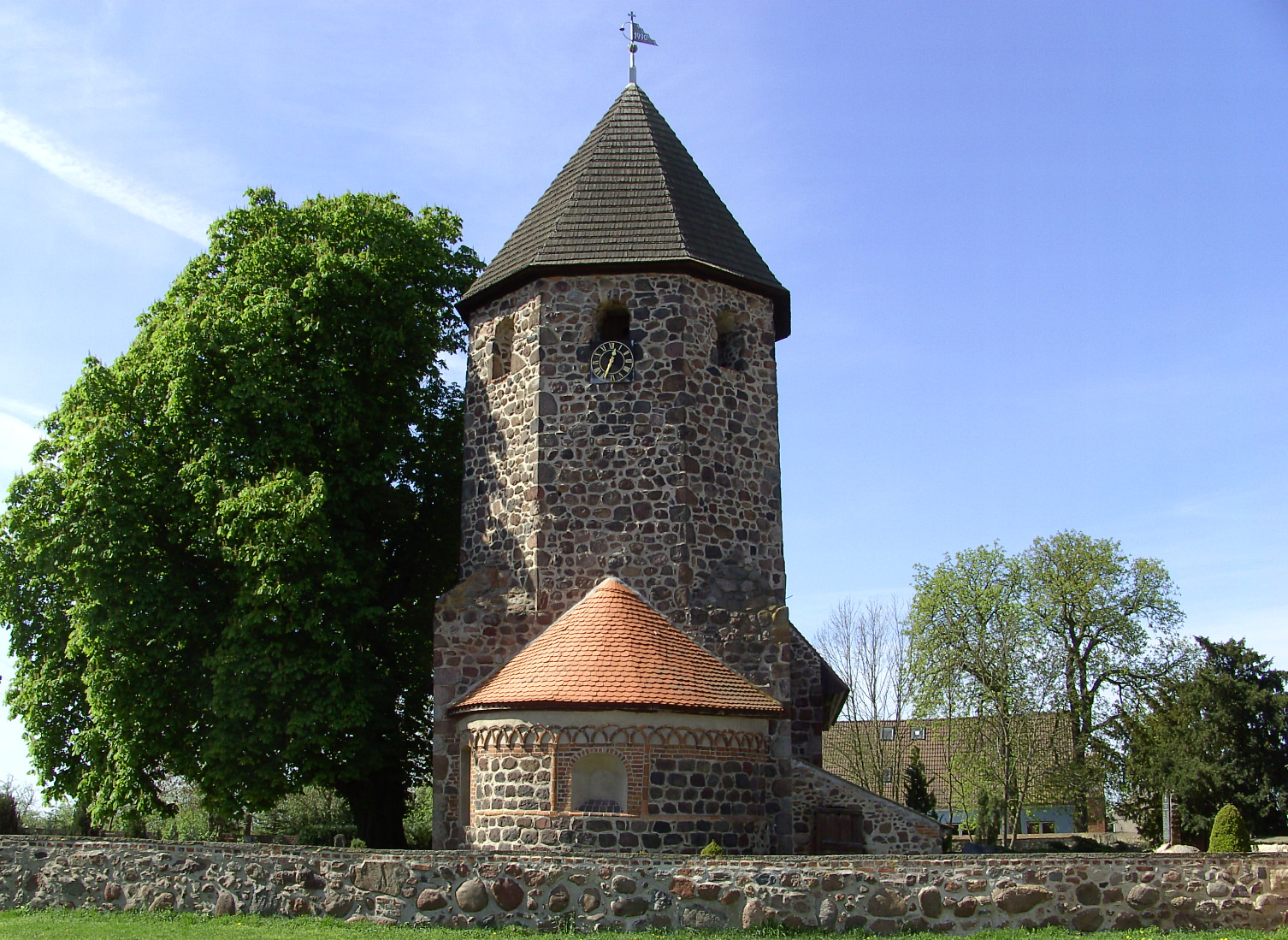
Die Dorfkirche St. Johannes in Hämerten

Die Dorfkirche St. Johannes ist ein denkmalgeschütztes Kirchengebäude in Hämerten, einem Ortsteil von Tangermünde im Landkreis Stendal (Sachsen-Anhalt). Sie gehört zum Kirchenkreis Stendal der Evangelischen Kirche in Mitteldeutschland.
Sie gehört zu den sieben sogenannten Verkehrten Kirchen in der Altmark, der Kirchturm steht nicht, wie sonst üblich im Westen, sondern im Osten über dem Altar.

## Geschichte und Architektur
Die Feldsteinkirche ist ein romanisches Gebäude aus dem 13. Jahrhundert und zugleich die älteste Chorturmkirche in der Region Altmark. Die Apsis schließt sich an den Glockenturm an, der über dem Ansatz des Daches von einem Viereck in ein Achteck übergeht. Die Apsis ist durch einen Fries auf Konsolen geschmückt. Vermutlich war der Bau als Wehrkirche angelegt, die kleinen Türöffnungen und die kleinen Rundbogenfenster, durch die die Mauern gegliedert sind, weisen darauf hin. Die den umliegenden Friedhof begrenzende Friedhofsmauer diente ebenfalls der Verteidigung. Die Fenster wurden 1710 zum Teil vergrößert. Der Turm ist mit einem achtseitigen Zeltdach bekrönt, es wurde 1947 mit Holzschindeln gedeckt und 2001 erneuert. An den Turm ist die Sakristei angefügt, sie wurde zeitweise als sogenannte Bahrenkammer (Leichenhaus) benutzt. Die Wände sind, bis auf den Fries der Apsis in Feldstein gemauert, die Einfassungen der Fenster sind in Backstein gehalten. Die Kirche ist über einen Eingang an der Südseite des Chores erschlossen, vermauerte Eingänge befinden sich an drei anderen Stellen im Mauerwerk der Wände. Im Chor wurde ein Kreuzgratgewölbe eingezogen, die Apsis ist mit einer Halbkuppel überwölbt. Der 1191 gebaute Dachstuhl wurde 2002 durch eine Konstruktion aus Holz verstärkt. Eine umfassende Sanierung des Innenraumes wurde 2007 mit Hilfe der Stiftung KiBa möglich.

## Ausstattung

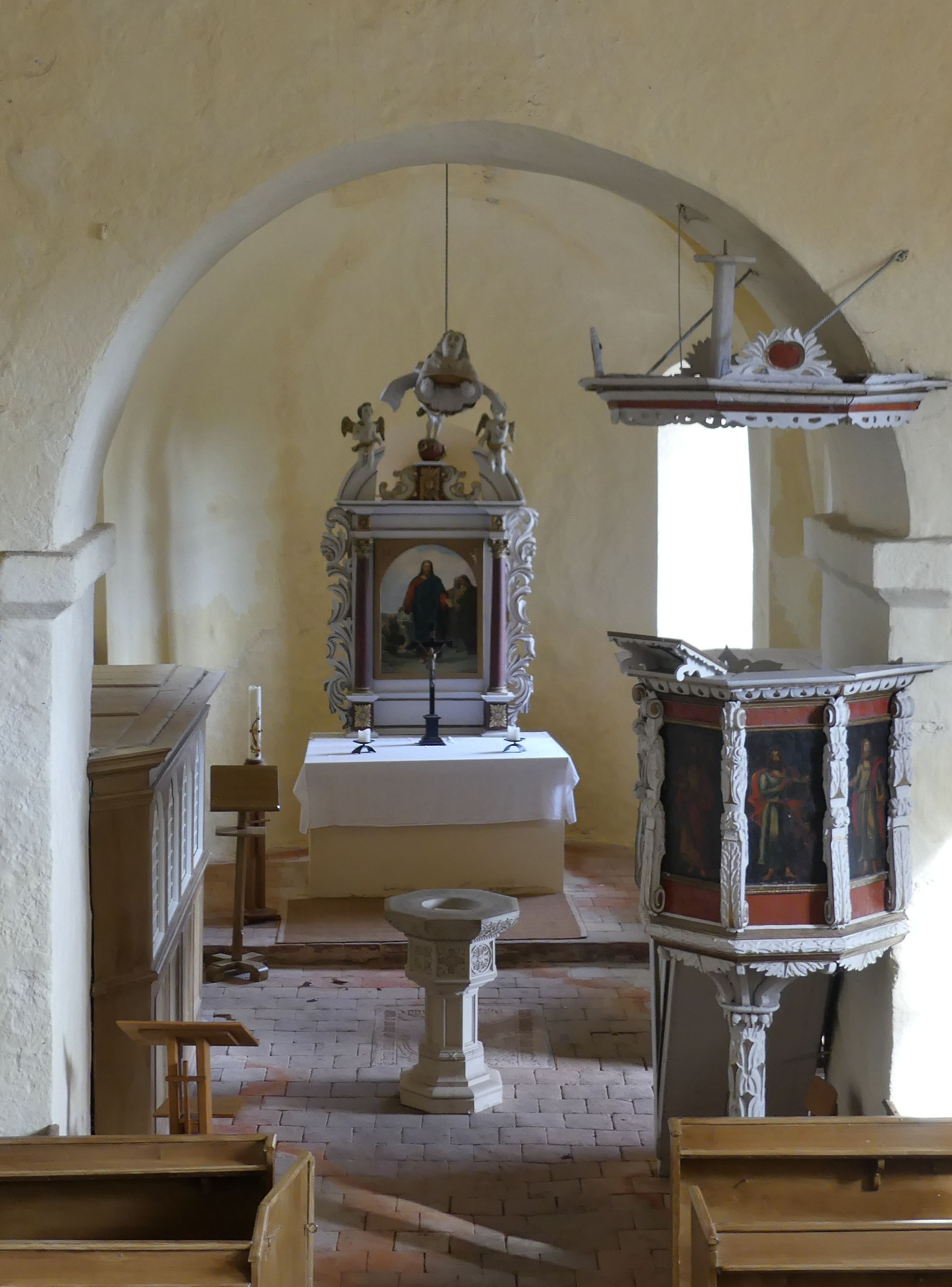
Inneres der Kirche

Die Kirchenausstattung stammt überwiegend aus der Barockzeit:
- Der Taufstein aus der Zeit um 1450 wurde um 1900 durch einen neuen ersetzt und ging danach verloren.
- Die von dem Glockengießer Michaelsmeister 1471 gegossene Glocke wurde zum Ende des Zweiten Weltkrieges durch Beschuss zerstört. Die Reste benutzte der Glockengießer Schilling aus Apolda 1948 für die Herstellung einer neuen Glocke.[8]
- Der Altaraufsatz ist eine Arbeit von 1710.
- Ein Taufengel
- Die Kanzel steht an der südlichen Wand.[9]